# Ingolafélék
Az ingolafélék (Petromyzontidae) az ingolák (Petromyontida) osztályába tartozó ingolaalakúak (Petromyzoniformes) rendjének egyetlen családja. A korábbi rendszertanokban a körszájúakhoz (Cyclostomata) sorolták.

## Elterjedés, élőhely
Az ingolafélék leginkább édesvizekben és a partközeli tengervizekben fordulnak elő. Érzékenyek a túl meleg vízre, ezért trópusi vizekben ritkák. A trópusokat leszámítva világszerte elterjedtek.

### Kárpát-medencei előfordulás
A Kárpát-medencében két faj él, a dunai ingola (Eudontomyzon mariae) és a tiszai ingola (Eudontomyzon danfordi). Mindkettő teljesen édesvízi életmódú. Gazdaságilag jelentéktelenek, ritka előfordulásúak, védettek.

## Megjelenés

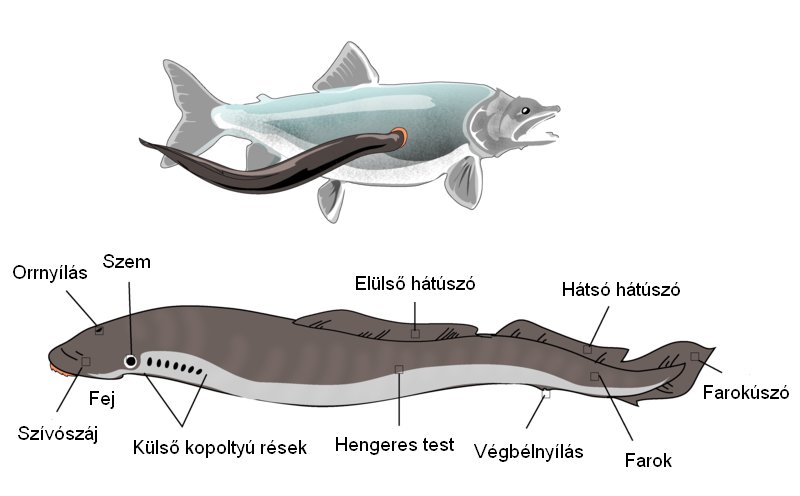
Az ingolák anatómiájának sémája

Méretük általában 13–100 cm. Testük hosszú, hengeres, angolnára emlékeztető. Szájuk kör alakú, szívótölcsérszerű, amely izomzata révén hosszanti réssé húzható össze. Szájukon kívül rojtszerű tapogatókat, belül szarufogakat viselnek, amelyek száma, elhelyezkedése faji bélyeg. Fejükön elöl két szem; egy orr- és kétoldalt hét-hét kopoltyúnyílás látható. Úszóik elrendeződése jellegzetes: első hátúszójuk a test középvonala után kezdődik, második hátúszójuk közvetlenül ehhez csatlakozik, és – az ősi úszóformának megfelelően – folyamatosan, megszakítás nélkül megy át a kis, porcokra támaszkodó farokúszóba. A nőstényeknek farokalatti úszóik is vannak. Egyéb úszóik nincsenek.

## Életmód
Nagy részük jellegzetes halparazita. Kör alakú szájukkal, fogakkal felszerelt fűrészes, előre-hátra mozgatható nyelvükkel halakra tapadnak, azok testnedveit szívják. Életciklusuk, főleg az anadrom fajoknál igen jellegzetes. Az édesvizekben kikelő lárvák sokáig – 1-5 évig – fejlődnek. A lárvák testfelépítése leegyszerűsödött, féregszerű, apró, talajlakó szervezetekkel, korhadékkal táplálkoznak. Az ingolák kifejlődésük után rövid ideig élnek.

## Felhasználás
Ázsiában és Észak-Amerikában gyakorlati jelentőségük kettős: egyrészt parazitaként jelentős károkat okozhatnak a halállományban, másrészt egyes ingolafajokat tenyésztenek is (füstölve vagy aszpikban sokak szerint különleges csemege).

## Rendszerezés
Az ingolák fajszintű taxonómiája még ma is bizonytalan. Egy korszerű rendszerezés a következő alcsaládokra, nemekre és fajokra osztja őket:
- Geotriinae alcsalád
  - Geotria – Gray, 1851 – 1 faj
    - Geotria australis

- Mordaciinae alcsalád
  - Mordacia – Gray, 1851 – 3 faj
    - Mordacia lapicida
    - Mordacia mordax
    - Mordacia praecox

- Petromyzontinae alcsalád
  - Caspiomyzon – Berg, 1906 – 1 faj
    - kaszpi-tengeri ingola (Caspiomyzon wagneri)

  - Eudontomyzon – Regan, 1911 – 6 faj
    - tiszai ingola (Eudontomyzon danfordi)
    - Eudontomyzon hellenicus
    - dunai ingola (Eudontomyzon mariae)
    - Eudontomyzon morii
    - Eudontomyzon stankokaramani
    - Eudontomyzon vladykovi

  - Ichthyomyzon – Girard, 1858 – 6 faj
    -  Ichthyomyzon bdellium
    - Ichthyomyzon castaneus
    - Ichthyomyzon fossor
    - Ichthyomyzon gagei
    - Ichthyomyzon greeleyi
    - Ichthyomyzon unicuspis

  - Lampetra – Bonnaterre, 1788 – 15 faj
    - Lampetra aepyptera
    - Lampetra alaskensis
    - Lampetra appendix
    - Lampetra ayresii
    - folyami ingola (Lampetra fluviatilis)
    - Lampetra hubbsi
    - Lampetra lamottei
    - Lampetra lanceolata
    - Lampetra lethophaga
    - Lampetra macrostoma
    - Lampetra minima
    - pataki ingola (Lampetra planeri)
    - Lampetra richardsoni
    - Lampetra similis
    - Lampetra tridentata

  - Lethenteron – Creaser & Hubbs, 1922 – 6 faj
    -  Lethenteron camtschaticum
    - jeges-tengeri ingola (Lethenteron japonicum)
    - Lethenteron kessleri
    - Lethenteron matsubarai
    - Lethenteron reissneri
    - Lethenteron zanandreai

  - Petromyzon – Linnaeus, 1758 – 1 faj
    - tengeri ingola (Petromyzon marinus)

  - Tetrapleurodon – Creaser & Hubbs, 1922 – 2 faj
    - Tetrapleurodon geminis
    - Tetrapleurodon spadiceus